# 비스카이아도
비스카이아 도(바스크어: Bizkaia, 스페인어: Vizcaya 비스카야[*])는 스페인 바스크 지방 서북부에 위치한 도로, 도청 소재지는 빌바오이다. 바스크어 방언인 비스카이아어를 쓴다. 서쪽으로는 칸타브리아 지방과 부르고스 도, 동쪽으로는 기푸스코아 도와 인접해 있으며 남쪽으로는 알라바 도, 북쪽으로는 비스케이만과 접하고 있다. 인구는 1,152,658명(2009년 기준)이며 면적은 2,217km2이다.

## 같이 보기
- 누에바비스카야주